# Meindert van Veen
Meindert van Veen (Den Helder, 5 december 1950) is een Nederlands basketbalcoach. Van Veen was 28 jaar bondscoach van het Nederlands vrouwenteam tot zijn vertrek in 2014. In het seizoen 1994/95 leidde van Veen Den Helder naar hun vijfde landstitel.
Van 2017 tot 2020 was van Veen assistent-coach voor Donar.

## Erelijst
Den Helder
- Landskampioen (heren): 1995
- Landskampioen (dames): 14 keer
- DBL Coach of the Year: 1994

Donar
- Landskampioen: 2018